# Agromyza schlingerella
Agromyza schlingerella är en tvåvingeart som beskrevs av Spencer 1981. Agromyza schlingerella ingår i släktet Agromyza och familjen minerarflugor.
Artens utbredningsområde är Kalifornien. Inga underarter finns listade i Catalogue of Life.